# Girolles (Loiret)
Girolles és un municipi francès, situat al departament del Loiret i a la regió de Centre – Vall del Loira. L'any 2007 tenia 711 habitants.

## Demografia

### Població
El 2007 la població de fet de Girolles era de 711 persones. Hi havia 259 famílies, de les quals 44 eren unipersonals (16 homes vivint sols i 28 dones vivint soles), 81 parelles sense fills, 114 parelles amb fills i 20 famílies monoparentals amb fills.
La població ha evolucionat segons el següent gràfic:
Habitants censats

### Habitatges
El 2007 hi havia 315 habitatges, 267 eren l'habitatge principal de la família, 26 eren segones residències i 21 estaven desocupats. 310 eren cases i 5 eren apartaments. Dels 267 habitatges principals, 231 estaven ocupats pels seus propietaris, 28 estaven llogats i ocupats pels llogaters i 8 estaven cedits a títol gratuït; 11 tenien dues cambres, 43 en tenien tres, 87 en tenien quatre i 126 en tenien cinc o més. 218 habitatges disposaven pel capbaix d'una plaça de pàrquing. A 115 habitatges hi havia un automòbil i a 140 n'hi havia dos o més.

### Piràmide de població
La piràmide de població per edats i sexe el 2009 era:
| Homes | Edats   | Dones |
| ----- | ------- | ----- |
| 0     | 95 o +  | 0     |
| 0     | 90 a 94 | 8     |
| 0     | 85 a 89 | 0     |
| 4     | 80 a 84 | 8     |
| 12    | 75 a 79 | 8     |
| 8     | 70 a 74 | 24    |
| 32    | 65 a 69 | 20    |
| 12    | 60 a 64 | 16    |
| 12    | 55 a 59 | 12    |
| 36    | 50 a 54 | 20    |
| 4     | 45 a 49 | 16    |
| 36    | 40 a 44 | 12    |
| 16    | 35 a 39 | 28    |
| 24    | 30 a 34 | 12    |
| 4     | 25 a 29 | 28    |
| 4     | 20 a 24 | 0     |
| 16    | 15 a 19 | 28    |
| 20    | 10 a 14 | 36    |
| 12    | 5 a 9   | 20    |
| 4     | 0 a 4   | 16    |

## Economia
El 2007 la població en edat de treballar era de 454 persones, 348 eren actives i 106 eren inactives. De les 348 persones actives 323 estaven ocupades (172 homes i 151 dones) i 24 estaven aturades (12 homes i 12 dones). De les 106 persones inactives 40 estaven jubilades, 36 estaven estudiant i 30 estaven classificades com a «altres inactius».

### Ingressos
El 2009 a Girolles hi havia 259 unitats fiscals que integraven 692 persones, la mediana anual d'ingressos fiscals per persona era de 18.993 €.

### Activitats econòmiques
Dels 13 establiments que hi havia el 2007, 6 eren d'empreses de construcció, 2 d'empreses de comerç i reparació d'automòbils, 1 d'una empresa immobiliària, 1 d'una empresa de serveis i 3 d'empreses classificades com a «altres activitats de serveis».
Dels 3 establiments de servei als particulars que hi havia el 2009, 1 era un taller de reparació d'automòbils i de material agrícola, 1 guixaire pintor i 1 lampisteria.
L'any 2000 a Girolles hi havia 15 explotacions agrícoles que ocupaven un total de 1.452 hectàrees.

## Equipaments sanitaris i escolars
El 2009 hi havia una escola elemental.

## Poblacions més properes
El següent diagrama mostra les poblacions més properes.